# Roberto De Micheli
Roberto "Roby" De Micheli (Trieste, Italia; 8 de julio de 1972) es un guitarrista italiano conocido por ser el actual guitarrista de la banda italiana de power metal sinfónico Rhapsody of Fire. También formó parte de la banda Sintesia, dentro de la cual participaron miembros de la actual composición de Rhapsody of Fire. Es responsable en gran medida del sonido actual del grupo, dada la importancia que la banda le da a las guitarras. 
A pesar de que Roberto se unió a la agrupación en 2011 tras la salida del guitarrista y miembro fundador Luca Turilli este formó parte de la banda desde sus inicios cuando aun se llamaban Thundercross antes de siquiera lanzar su primer demo bajo una discografía.